# Val Cavaione

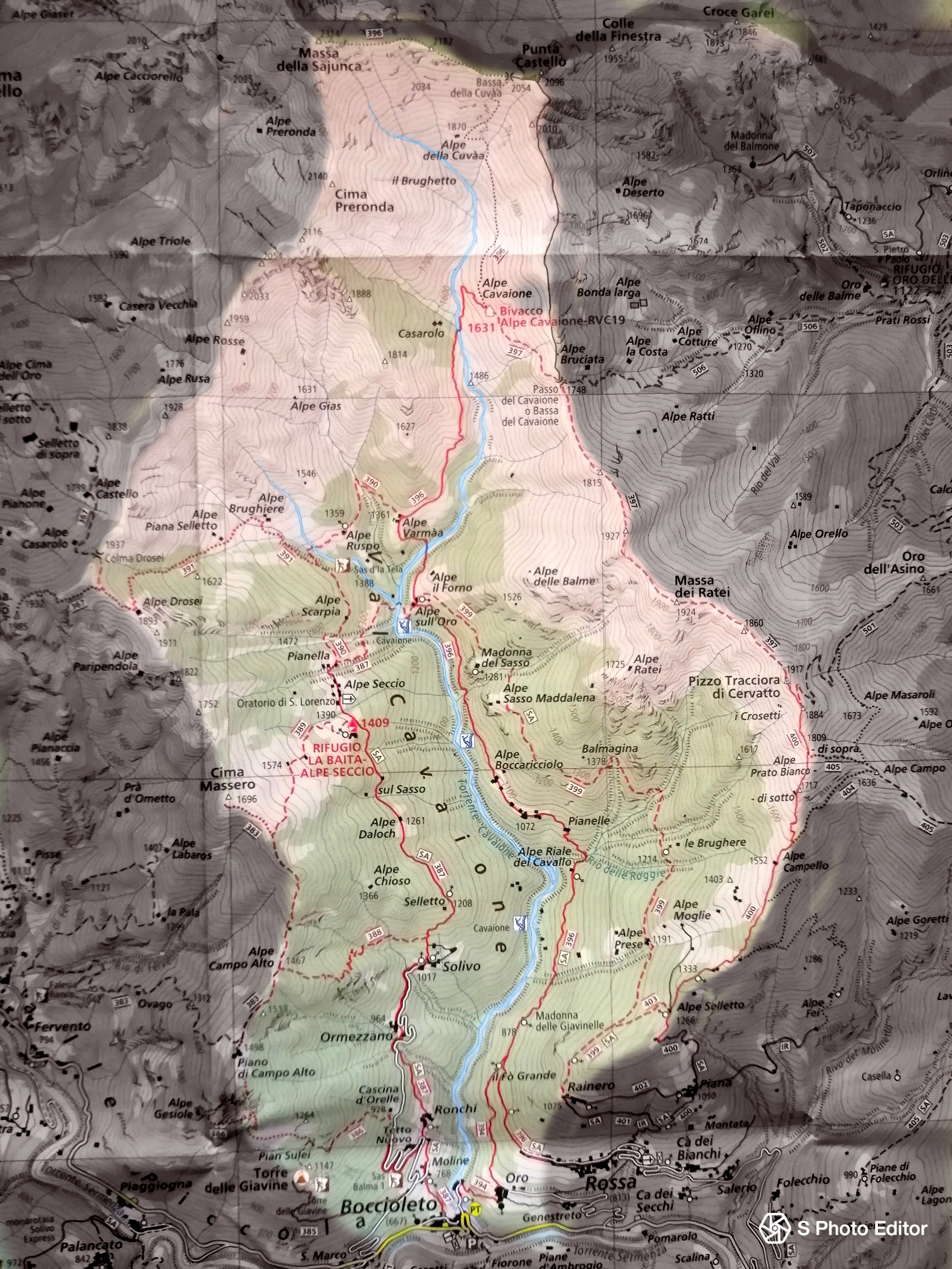
Cartina della valle

La Val Cavaione è una valle laterale della Val Sermenza, percorsa dall'omonimo torrente e fa parte dei comuni di Rossa e Boccioleto. Si sviluppa per sette chilometri dalla Massa della Sajunca, 2 314 m (il punto più elevato della valle) fino a Boccioleto, 667 m, dove il torrente si getta nel Sermenza.

## Geografia

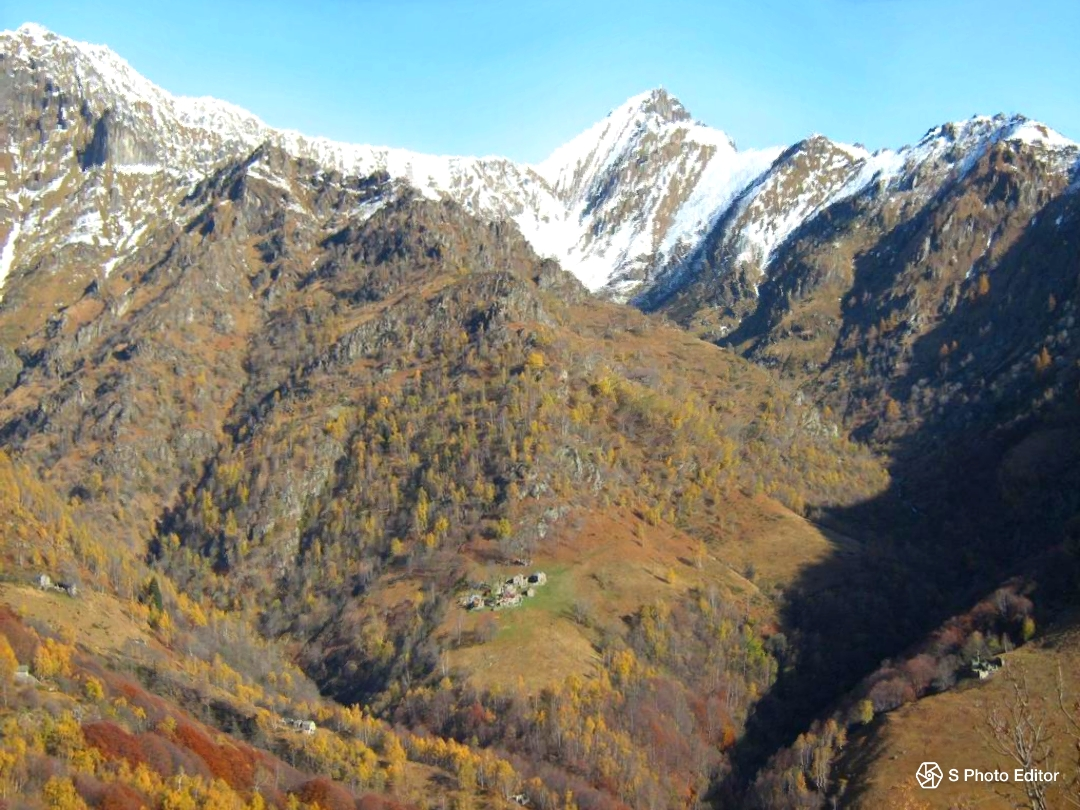
L'alta Val Cavaione, a sinistra la Massa della Sajunca, 2 314 m

Dalla Massa della Sajunca, che si trova sullo spartiacque tra Val Sermenza e Val Mastallone, si dipartono due crestoni principali, con diverse elevazioni e avvallamenti, quello più a est è il proseguimento del confine tra le due valli, mentre quello più a ovest è totalmente in Val Sermenza. In mezzo a questi scorre il torrente Cavaione che con numerose anse e formando forre e cascate scende a valle. 
Sulla dorsale est le principali cime che si incontrano sono: Punta Castello 2 096 m, Massa dei Ratei 1 924 m e Pizzo Tracciora di Cervatto, 1 917 m. 
Sulla dorsale ovest invece sono: Cima Preronda 2 140 m, Cima Castello 1 985 m e Cima Massero 1 696 m.
Lungo le pendici di queste cime crescono foreste di faggi tra le più estese della Valsesia, mentre sopra i 2 000 m è facile imbattersi nel Sajun, tipica erba della valle, spessa e pungente. Questo ambiente è rimasto molto selvaggio tanto che la valle è servita solo da una stretta strada che si ferma a Solivo (1 017 m) e per il resto da sentieri e mulattiere. In passato era più abitata di oggi, lo testimoniano i numerosi alpeggi e le frazioni arroccate sui pendii, come Ronchi, Ormezzano, Rainero, Alpe Seccio, Alpe sull'Oro.

## Accessi e sentieri

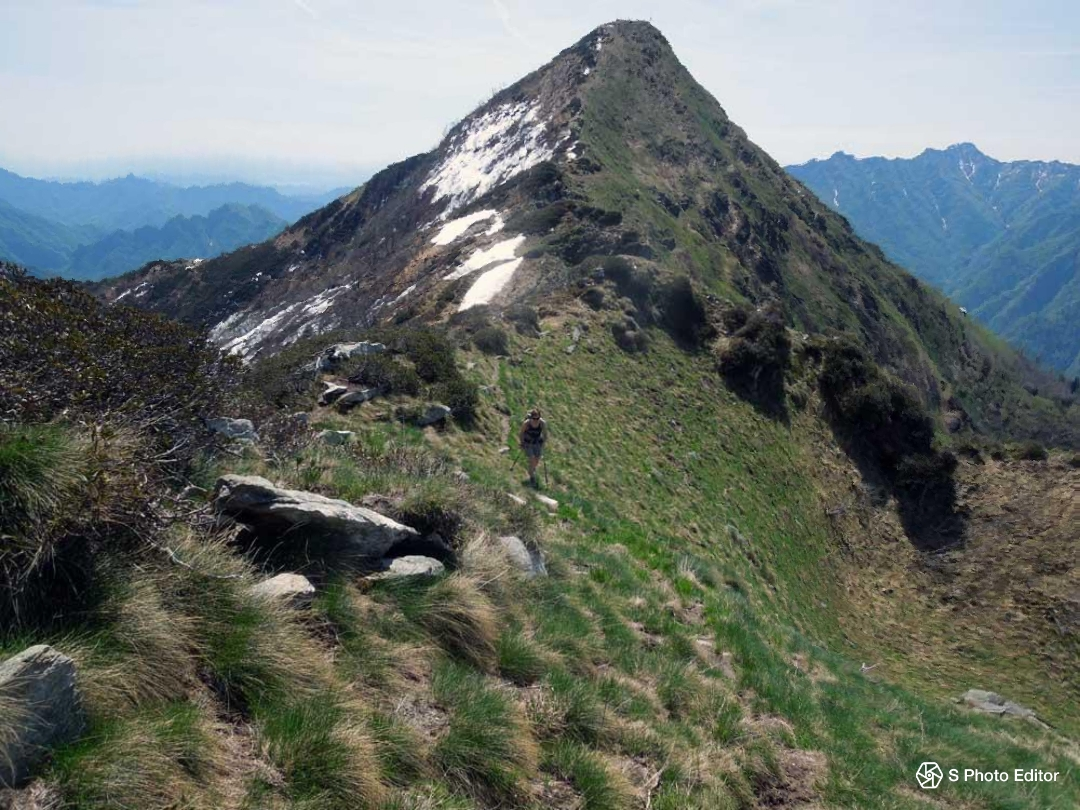
Il Pizzo Tracciora di Cervatto, 1 917 m

La valle è servita da una sola strada, che parte da Boccioleto e termina alla frazione Solivo. Da questo punto partono due belle mulattiere che conducono una (segnavia 388) alla Piana di Campo Alto (1 498 m) e alla Cima Massero, una (segnavia 387) all'Alpe Seccio (1 409 m). La seconda dà vita ad altri sentieri che raggiungono Cima Castello (segnavia 391,367) o continuano ad addentrarsi nella valle (segnavia 390), fino a incontrare i sentieri che provengono da Rossa. 
Da Rossa si può seguire la bella mulattiera (segnavia 396) che porta all'alpe Sull'Oro con un percorso in lieve salita, e successivamente si incontra con il sentiero (segnavia 390) che arriva da Boccioleto per proseguire fino all'alpe Cavaione e al Passo del Cavaione (1 748 m). Un altro percorso (segnavia 400) sale più ripido è porta alla frazione Piana (1050 m) e al Pizzo Tracciora di Cervatto. Da questa panoramica cima prosegue in cresta (segnavia 397) fino al Passo del Cavaione. C'é un terzo percorso (segnavia 399) che sale a Rainero (1075 m) ed effettua un mezzacosta fino all'alpe Sull'Oro. 
Tra questi sentieri ci sono numerosi altri collegamenti.

## Luoghi d'interesse
- Oratorio di San Lorenzo all'alpe Seccio
- Solivo
- Piano di Campo Alto
- Rainero
- Alpe Sull'Oro
- Pizzo Tracciora di Cervatto
- Torre delle Giavine

## Punti d'appoggio
- Rifugio La Baita presso Alpe Seccio 1 409 m
- Bivacco Alpe Cavaione presso Alpe Cavaione 1 631 m

## Attività
Oltre al trekking, che è l'attività più praticata vista la quantità di sentieri, è possibile praticare altri sport:
- Torrentismo, lungo il Cavaione ci sono alcuni tratti con strette gole in cui il torrente segue l'andamento della roccia, qui è possibile praticare canyoning.
- Arrampicata, negli ultimi decenni sono state attrezzate diverse pareti come la Torre delle Giavine, il Saas d'la Tela, la Bastionata di cima Castello; con vie monotiro o multipitch molto varie per difficoltà.
- Caccia, seguendo i regolamenti è possibile praticare questa attività.
- Raccolta di funghi, con un ambiente così selvaggio e boschi sconfinati la raccolta dei porcini è molto praticata nei periodi adatti (sempre seguendo i regolamenti).
- Pesca, nel torrente Cavaione sono presenti diverse specie di trote.